# Морке
Морке (лат. Numididae) су породица птица из реда кока (лат. Galliformes). Породица се састоји од 4 рода и 6 врста, које све насељавају Африку. Они су ендемичне за Африку и сврставају се међу најстарије галиформне птице. Филогенетски, оне су се одвојиле од језгра Galliformes после Cracidae (чачалаке, гуане и курасове) и пре Odontophoridae (препелице Новог света). Еоценска фосилна линија Telecrex је повезана са моркама; Telecrex је настањивао Монголију и можда је изнедрио најстарије од правих фазијанида, као што су крвави фазани и ушати фазани, који су еволуирали у врсте прилагођене планинским висинама са порастом Тибетанске висоравни. Док су модерне врсте морки ендемске за Африку, мисирке су уведене као припитомљене птице на другим местима.

## Опис
Морке изгледом подсећају на јаребице, али за разлику од њих имају голе главе, сем обе врсте из рода ћубасте морке (Guttera) које имају црне ћубе на глави, док стрвинарска морка на потиљку има кратко перје. Већина врста морки има црно и тамно сиво перје са великим бројем белих тачака, сем обе врсте из рода шумске морке (Agelastes) које беле тачке на перју немају. Морке достижу дужину од 40–71 cm и тежину од 700–1.600 g.

## Систематика
Родови и врсте морки:
- Род шумске морке (Agelastes)[4]
  - Белопрса морка
(Agelastes meleagrides)[5]
  - Црна морка
(Agelastes niger)[6][7]
- Род мисирка (Numida)
  - Мисирка
(Numida meleagris)[8]
- Род ћубасте морке (Guttera)
  - Глатко ћубаста морка
(Guttera plumifera)
  - Коврџаво ћубаста морка
(Guttera pucherani)
- Род морка лешинарка (Acryllium)
  - Морка лешинарка или стрвинарска морка
(Acryllium vulturinum)

### Филогенија
Кладограм базиран на студији Де Чена и сарадника објављеној 2021.
|  | Numida    |
|  |           |
|  | Agelastes |
|  |           |

|  | Guttera   |
|  |           |
|  | Acryllium |
|  |           |

|  | Numida    |
|  |           |
|  | Agelastes |
|  |           |

|  | Guttera   |
|  |           |
|  | Acryllium |
|  |           |

## Понашање
Најмање три врсте морки су недовољно проучене. За врсте за које постоје информације, познато је да су обично моногамне, исти пар остаје заједно цео живот или у дужем периоду, али код припитомљених мисирки (Numida meleagris) и кенијске подврсте коврџаво перјане ћубасте морке (Guttera pucherani) постоје забележени случајеви полигамије. Све врсте морки су друштвене птице и по правилу живе у малим или великим јатима.
За разлику од других породица кокошки, морке активно бране и себе и своје пилиће кљуцањем, гребањем и ударањем крилима.

## Исхрана
Морке се хране инсектима и семеном. Јата морки прате крда животиња и хране се црвима из животињског измета и лешина. Морке су значајне у контроли крпеља, мува, скакаваца, шкорпиона и осталих бескичмењака.

## Распрострањеност и станиште
Морке су насељене широм Подсахарске Африке. Неке врсте насељавају скоро цело подручје, док су друге ограничене на његов део, као на пример глатко перјана ћубаста морка која насељава западни део централне Африке и стрвинарска морка која насељава североисточну Африку. Насељавају углавном полуотворена станишта као што су саване или полупустиње, док неке врсте као што је црна морка насељавају претежно шумска станишта.
Мисирка је пренета у Европу, источну Африку, на Антиле, у САД, Велику Британију и Индију, где се узгаја као домаћа животиња.
Врсте за које су познате информације су обично моногамне, паре се доживотно или су серијски моногамне; међутим, забележени су повремени изузеци за морке са шлемовима и кенијске перјаничне морке, за које је пријављено да су полигамне у заточеништву. Све морке су друштвене и обично живе у малим групама или великим јатима. Иако су моногамне, врсте најмање изведених родова Guttera, Agelastes и Acryllium теже социјалној полиандрији, особини која се дели са другим примитивним галиформима као што су крестаста јаребица и конгоански паун.
Морке путују иза крда животиња и испод трупа мајмуна, где се хране ђубривом и предметима који су пали у приземни слој са крошње. Оне играју кључну улогу у контроли крпеља, мува, скакаваца, шкорпија и других бескичмењака. Оне чупају црве са лешева и стајњака.
Дивље морке су јаки летачи. Њихови грудни мишићи су тамни (аеробни метаболизам), што им омогућава да се одрже у лету на значајне удаљености ако постоји прека потреба. Пожари траве и жбуња су им стална претња, а бекство је најефикасније решење.
Неке врсте морки, попут лешинара, могу дуже времена остати без воде за пиће, јер уместо тога добијају влагу из хране. Младе морке (зване китс) су веома осетљиве на временске прилике, посебно ниске температуре.
Морке нису познате као добре мајке, али у дивљини, мужјак морке (морац) може помоћи у чувању младих током дана тако што их одржава топлим и проналази храну. Понекад, више од једног петла помаже у подизању младих. Морке (кокошке и петлови заједно) су добри родитељи. Током топлог времена, мало је вероватно да ће петао да лежи на полићима током ноћи (препуштајући ту дужност кокоши), али може помоћи кокошки да их загреје ноћу када температуре падну испод нуле.
Морке могу бити обучене да иду у кокошињце (уместо да се смештају на дрвећу) када су веома младе. Када се излегу и буду спремне да напусте легло (око 3 недеље), могу бити затворене у кокошињцу најмање 3 дана како би научиле где је „дом“. Када родитељи морки (који се већ легу у кокошињцу) подижу сопствене пилиће, кокошка напољу лежи на њима ноћу, али онда родитељи уче пилиће да увече иду у кокошињац око треће недеље старости.
Сваки пол има другачији позив, који се може користити да се направи разлика између женске и мужјака. За разлику од пилића (које углавном најбоље обитавају са једним петлом за јато кокошака), морке добро функционишу са једним петлом за сваку кокошку.
Показало се да морке делују као средство одвраћања од лисица. Због ширења лајмске болести од крпеља, морке се често држе, јер једу крпеље.

## Морке као храна
Месо морке је суво и мршавије од пилећег меса и има дивљи укус. Оно има незнатно више протеина од пилетине или ћуретине, отприлике упола мање масти од пилетине и нешто мање енергије хране по граму. Њихова јаја су знатно богатија од јаја кокошки.
- Чубаста морка у Јужној Африци
- Глава лешинарске морке
- Шлемасте морке у Намибији